# WrestleMania

Logo-ul WrestleMania

WrestleMania este un eveniment pay-per-view de wrestling produs de World Wrestling Entertainment (WWE), începând cu anul 1985. Este cea mai mare și cea mai veche gală de wrestling din lume.
WrestleMania reprezintă pentru WWE ceea ce Campionatul Mondial de Fotbal reprezintă pentru FIFA sau Super Bowl-ul reprezintă pentru NFL, adică este cea mai importantă manifestare a anului în divertismentul sportiv.
Numită și "The Grandaddy of Them All" sau "The Showcase of the Immortals", WrestleMania este unul din cele patru pay-per-view-uri organizate inițial de WWE în anii '80, alături de Royal Rumble, SummerSlam și Survivor Series și cuprinde meciuri la care participă wrestleri din toate diviziile WWE : RAW, SmackDown! și începând din 2007 - ECW.

## Istoric
WrestleMania este un concept revoluționar dezvoltat la mijlocul anilor '80 de patronul WWE Vince McMahon în campania de extindere a promoției sale de wrestling la nivel național în Statele Unite și poate fi considerat piatra de temelie a divertismentului sportiv.
Prima ediție a avut loc pe data de 31 martie 1985 și a fost găzduită de Madison Square Garden, New York. Evenimentul a fost transmis în unele părți ale Statelor Unite în sistem pay-per-view (vizionare contra cost), iar în altele a fost transmis cu ajutorul televiziunii cu circuit închis (CCTV). Spectacolul nu a fost primul eveniment de wrestling care a fost transmis în direct prin intermediul televiziunii cu circuit închis, cu doi ani înainte, Starrcade, gala NWA fiind transmisă în același mod.
Beneficiind de o promovare susținută în care un rol important a avut postul de televiziune MTV, WrestleMania s-a bucurat de participarea unor vedete ca Muhammad Ali, Liberace, Mr.T și Cyndi Lauper și a avut un succes răsunător.
WrestleMania 2 a avut loc un an mai târziu și a fost singura ediție de până acum organizată în trei locații diferite : la Nassau Veterans Memorial Coliseum în Uniondale, New York, la Rosemont Horizon în Rosemont, Illinois și la Los Angeles Memorial Sports Arena în Los Angeles, California, fiecare arenă având propriul main event.
În 1987, a treia ediție a WrestleMania avea să stabilească un record unic în istoria evenimentelor sportive nord-americane. În arena Pontiac Silverdome din Michigan un număr record de 93,173 de spectatori au asistat la meciul în care Hulk Hogan l-a învins pe André the Giant și și-a apărat titlul de campion WWF. Audiența de peste 90,000 de spectatori reprezintă cel mai mare număr de persoane care a participat vreodată la un eveniment sportiv desfășurat în America de Nord până în zilele noastre.
Pentru a fi siguri că toate cele peste 90,000 de locuri vor fi ocupate, organizatorii au oprit difuzarea evenimentului în sistem pay-per-view în întreg statul Michigan, astfel încât singura modalitate prin care fanii wrestlingului puteau urmări evenimentul era prezența pe stadion.
După o redisputare controversată a meciului dintre Hulk Hogan și André the Giant, titlul de campion WWF a devenit vacant. La WrestleMania IV, alături de alte meciuri, spectacolul a cuprins o întrecere pentru centura WWF World Heavyweight Championship, câștigată în cele din urmă de Randy Savage.
WrestleMania VI a marcat prima ediție desfășurată în afara Statelor Unite, arena SkyDome din Toronto, Canada fiind aleasă pentru a găzdui evenimentul. Aceeași arenă avea să găzduiască ani mai târziu a XVIII-a ediție WrestleMania.
Ediția din 1991, prevăzută a se desfășura inițial la Los Angeles Memorial Coliseum a fost mutată la arena Los Angeles Memorial Sports, WWF susținând că schimbarea s-a datorat unor amenințări venite pe adresa companiei. Acesta a fost anul în care Undertaker și-a făcut debutul la WrestleMania, învingându-l pe Jimmy Snuka. Seria victoriilor lui Undertaker în meciurile de la WrestleMania a continuat, wrestlerul fiind neînvins în acest eveniment. Odată cu meciul de la WrestleMania 23, recordul său a ajuns la 15-0 (victorii-înfrângeri).
WrestleMania XII a avut ca eveniment principal un Iron Man match cu durata de o oră în care Shawn Michaels l-a învins pe Bret Hart și a devenit noul campion WWF, victoria fiind obținută în prelungiri, deoarece perioada de o oră stabilită la început se încheiase cu o remiză. Într-un clasament al celor mai mari meciuri desfășurate la WrestleMania până în prezent, acest meci a fost clasat pe primul loc.
Ce-a de-a XIV-a ediție a consemnat câștigarea primului titlu de campion WWF al lui Stone Cold Steve Austin împotriva lui Shawn Michaels, ediția fiind considerată de mulți observatori ca fiind începutul Erei Attitude. WrestleMania X-Seven avea să încheie această etapă din evoluția WWE. 
Doi ani mai târziu, WrestleMania XIX a fost prima ediție desfășurată după divizarea rosterului și schimbarea denumirii în World Wrestling Entertainment.
Aniversarea celei de-a XX-a ediții a WrestleMania s-a desfășurat în locația în care a debutat evenimentul - arena Madison Square Garden din New York și a marcat revenirea ceremoniei de introducere în WWE Hall of Fame a unor nume celebre din lumea wrestlingului, care prin activitatea lor au devenit de-a lungul vremii adevărate legende ale industriei wrestlingului.
Pe data de 15 februarie 2007, încasările din vânzarea de bilete pentru WrestleMania 23 au depășit suma de 5 milioane de dolari (63,000 locuri), în condițiile în care la data respectivă nu au fost puse încă în vânzare toate biletele pentru eveniment. Acest lucru face ca WrestleMania 23 să fie evenimentul cu cele mai mari încasări din istoria WWE și din istoria wrestlingului american (recordul precedent a fost stabilit la WrestleMania X8, când s-au încasat 6,1 miloane dolari canadieni, adică aproximativ 3,9 milioane dolari americani).
Începând cu anul 1993, câștigătorul meciului Royal Rumble avea garantată o șansă la centura de campion WWF, într-un meci desfășurat la WrestleMania din acel an. Odată cu divizarea rosterului (2002) și apariția diviziei ECW (2007), câștigătorul meciului de la Royal Rumble are posibilitatea de a alege să lupte la WrestleMania pentru oricare centură de campion din cele trei divizii.
Începând cu ediția din 2005, la WrestleMania s-a instaurat tradiția disputării unui meci numit Money in the Bank, care este un ladder match între 6-8 competitori. Câștigătorul meciului intră în posesia unui contract care îi garantează posibilitatea disputării unui meci pentru un titlu mondial, la momentul și în locația aleasă de acesta, pe parcursul întregului an. Tradiția a fost întreruptă după ediția din 2010, când a avut loc ultimul meci Money in the bank organizat în cadrul Wrestlemania. Money in the bank a devenit un gimmick pentru un PPV de sine stătător.
Wrestlemania 32 a stabilit noi recorduri pentru WWE, fiind cel mai bine vândut PPV din istoria companiei, cu încasări de peste 17 milioane de dolari. De asemenea, tot la Wrestlemania 32 a fost stabilit și un record absolut de audiență pentru un eveniment organizat de WWE, în tribunele arenei din Dallas fiind 101,753 de fani.
Singura WrestleMania din istoria evenimentului care nu a fost difuzată în direct și a avut loc fără fani prezenți a fost WrestleMania 36 în 2020, din cauza pandemiei de COVID-19; a fost primul eveniment major de wrestling care a fost afectat de pandemie. De asemenea, a fost primul care a avut loc pe parcursul a două nopți, de atunci Wrestlemania se difuzează pe parcursul a două nopți, sâmbăta și duminica. WrestleMania 37 din 2021 a fost primul eveniment WWE din nou cu o mulțime live, dar la o capacitate redusă, înainte ca WWE să reia turneele live cu mulțimi cu capacitate maximă în iulie a acelui an.

## Celebrități la WrestleMania
De-a lungul anilor, WrestleMania s-a bucurat de participarea multor celebrități din diverse domenii, de la cântăreți și formații de muzică până la actori, sportivi și oameni de afaceri.
Main event-ul de la prima ediție a WrestleMania a fost ticsit de vedete : prezentatorul meciului a fost managerul formației Yankees Billy Martin iar partenerul din ring al lui Hulk Hogan a fost actorul care-l interpeta pe Mr. T în serialul de succes al anilor '80 The A-Team. Acestora li s-au alăturat boxerul Muhammad Ali, formația The Rockettes și artistul Liberace.
Un alt boxer, Mike Tyson a participat la cea de-a XIV-a ediție a WrestleMania, făcând parte din oficialii meciului pentru centura WWF dintre Shawn Michaels și Stone Cold Steve Austin.
Unele celebrități au apărut însoțind anumiți wrestleri la intrarea în ring. Îi putem aminti pe Ozzy Osbourne (alături de British Buldogs), Cyndi Lauper (alături de Wendi Richter), Alice Cooper (alături de Jake Roberts), Pamela Anderson (alături de Diesel) sau Jenny McCarthy (alături de Shawn Michaels).
Spectacolul a cuprins și o serie de momente muzicale, susținute de cântăreți cum ar fi Motörhead, Limp Bizkit, Saliva, Run DMC, Ice-T, Drowning Pool, P.O.D, etc.
Artiști ca Ray Charles, Aretha Franklin, Gladys Knight, Little Richard, Ashanti, sau Michelle Williams au interpretat în deschiderea evenimentului imnul America the Beautiful.
La WrestleMania 23, miliardarul american (ulterior devenit Președinte al SUA) Donald Trump a apărut în calitate de manager al wrestlerului Bobby Lashley, într-un meci împotriva reprezentantului lui Vince McMahon, Umaga.

## Date și locuri de desfășurare
| Ediție                  | Dată                           | Oraș                                                          | Locație                                                              |
| ----------------------- | ------------------------------ | ------------------------------------------------------------- | -------------------------------------------------------------------- |
| WrestleMania (I)        | 31 martie, 1985                | New York, New York                                            | Madison Square Garden                                                |
| WrestleMania 2          | 7 aprilie, 1986                | Los Angeles, California Chicago, Illinois Uniondale, New York | Los Angeles Memorial Sports Arena, Rosemont Horizon, Nassau Coliseum |
| WrestleMania III        | 29 martie, 1987                | Pontiac, Michigan                                             | Pontiac Silverdome                                                   |
| WrestleMania IV         | 27 martie, 1988                | Atlantic City, New Jersey                                     | Trump Plaza                                                          |
| WrestleMania V          | 2 aprilie, 1989                | Atlantic City, New Jersey                                     | Trump Plaza                                                          |
| WrestleMania VI         | 1 aprilie, 1990                | Toronto, Ontario                                              | SkyDome                                                              |
| WrestleMania VII        | 24 martie, 1991                | Los Angeles, California                                       | Los Angeles Memorial Sports Arena                                    |
| WrestleMania VIII       | 5 aprilie, 1992                | Indianapolis, Indiana                                         | Hoosier Dome                                                         |
| WrestleMania IX         | 4 aprilie, 1993                | Las Vegas, Nevada                                             | Caesars Palace                                                       |
| WrestleMania X          | 20 martie, 1994                | New York, New York                                            | Madison Square Garden                                                |
| WrestleMania XI         | 2 aprilie, 1995                | Hartford, Connecticut                                         | Hartford Civic Center                                                |
| WrestleMania XII        | 31 martie, 1996                | Anaheim, California                                           | Arrowhead Pond                                                       |
| WrestleMania 13         | 23 martie, 1997                | Chicago, Illinois                                             | Rosemont Horizon                                                     |
| WrestleMania XIV        | 29 martie, 1998                | Boston, Massachusetts                                         | FleetCenter                                                          |
| WrestleMania XV         | 28 martie, 1999                | Philadelphia, Pennsylvania                                    | First Union Center                                                   |
| WrestleMania 2000 (XVI) | 2 aprilie, 2000                | Anaheim, California                                           | Arrowhead Pond                                                       |
| WrestleMania X-Seven    | 1 aprilie, 2001                | Houston, Texas                                                | Reliant Astrodome                                                    |
| WrestleMania X8         | 17 martie, 2002                | Toronto, Ontario                                              | SkyDome                                                              |
| WrestleMania XIX        | 30 martie, 2003                | Seattle, Washington                                           | Safeco Field                                                         |
| WrestleMania XX         | 14 martie, 2004                | New York, New York                                            | Madison Square Garden                                                |
| WrestleMania 21         | 3 aprilie, 2005                | Los Angeles, California                                       | Staples Center                                                       |
| WrestleMania 22         | 2 aprilie, 2006                | Chicago, Illinois                                             | Allstate Arena                                                       |
| WrestleMania 23         | 1 aprilie, 2007                | Detroit, Michigan                                             | Ford Field                                                           |
| WrestleMania 24         | 30 martie, 2008                | Orlando, Florida                                              | Citrus Bowl                                                          |
| WrestleMania XXV        | 5 aprilie, 2009                | Houston, Texas                                                | Reliant Stadium                                                      |
| WrestleMania XXVI       | 28 martie, 2010                | Glendale, Arizona                                             | University of Phoenix Stadium                                        |
| WrestleMania XXVII      | 3 aprilie, 2011                | Atlanta, Georgia                                              | Georgia Dome                                                         |
| WrestleMania XXVIII     | 1 aprilie, 2012                | Miami, Florida                                                | Sun Life Stadium                                                     |
| WrestleMania 29         | 7 aprilie, 2013                | East Rutherford, New Jersey                                   | MetLife Stadium                                                      |
| WrestleMania XXX        | 6 aprilie, 2014                | New Orleans, Louisiana                                        | Mercedes-Benz Superdome                                              |
| WrestleMania 31         | 29 martie, 2015                | Santa Clara, California                                       | Levi's Stadium                                                       |
| WrestleMania 32         | 3 aprilie, 2016                | Arlington, Texas                                              | AT&T Stadium                                                         |
| WrestleMania 33         | 2 aprilie, 2017                | Orlando, Florida                                              | Camping World Stadium                                                |
| WrestleMania 34         | 8 aprilie, 2018                | New Orleans, Louisiana                                        | Mercedes-Benz Superdome                                              |
| WrestleMania 35         | 7 aprilie, 2019                | East Rutherford, New Jersey                                   | MetLife Stadium                                                      |
| WrestleMania 36         | 4 aprilie și 5 aprilie, 2020   | Orlando, Florida                                              | WWE Performance Center                                               |
| WrestleMania 37         | 10 aprilie și 11 aprilie, 2021 | Tampa, Florida                                                | Raymond James Stadium                                                |
| WrestleMania 38         | 3 aprilie și 4 aprilie, 2022   | Arlington, Texas                                              | AT&T Stadium                                                         |
| Wrestlemania 39         | 1 și 2 aprilie, 2023           | Inglewood, California                                         | SoFi Stadium                                                         |
| Wrestlemania XL         | 6 și 7 aprilie, 2024           | Philadelphia, Pennsylvania                                    | Lincoln Financial Field                                              |
| Wrestlemania 41         | 19 și 20 aprilie, 2025         | Paradise, Nevada                                              | Allegiant Stadium                                                    |

## Produse media
Pe parcursul anilor au fost comercializate o serie de casete video și DVD-uri cuprinzând spectacolele WrestleMania :
- În 1994, un set de casete video conținând edițiile 1-X.
- În 1997, un set de casete video conținând edițiile 1-13.
- În 1998, un set de casete intitulat "WrestleMania: The Legacy", cuprinzând edițiile 1-XIV. Un an mai târziu, produsul a fost relansat și a cuprins și a XV-a ediție WrestleMania.
- În 2005, o colecție de DVD-uri intitulată "WrestleMania: The Complete Anthology", cu edițiile 1-21, iar în 2006 colecției i s-a alăturat și ediția WrestleMania 22.